# Canon EOS 5DS
Canon EOS 5DS i 5DS R – pełnoklatkowe lustrzanki z matrycą 50,6 MP, wchodzące w skład linii Canon EOS 5D. Obecnie w skład serii wchodzą modele EOS 5DS, EOS 5DS R oraz EOS 5D Mark III.

## Opis aparatów
Lustrzanki Canon EOS 5DS i 5DS R oferują wysoką rozdzielczość dostępną dla aparatów pełnoklatkowych, a także posiadają matrycę CMOS zapewniającą czułość w zakresie 100-6400 ISO z możliwością rozszerzenia do 50-12800 ISO. Aparaty posiadają tryby fotografowania z różnym mnożnikiem ogniskowej (crop) równym 1,3 (dla uzyskania pliku o rozdzielczości 30,5 MP), 1,6 (dla pliku o rozdzielczości 19,6 MP) i 1:1. Produkt został wyposażony w podwójny procesor DIGIC 6, 61-punktowy autofokus z 41 punktami krzyżowymi oraz system automatycznej regulacji ostrości. Aparaty oferują możliwość grupowania punktów AF w ruchome strefy pokrywające obiektyw poza środkiem kadru lub też wyboru jednego punktu w celu ustawienia ostrości na określoną część ujęcia.

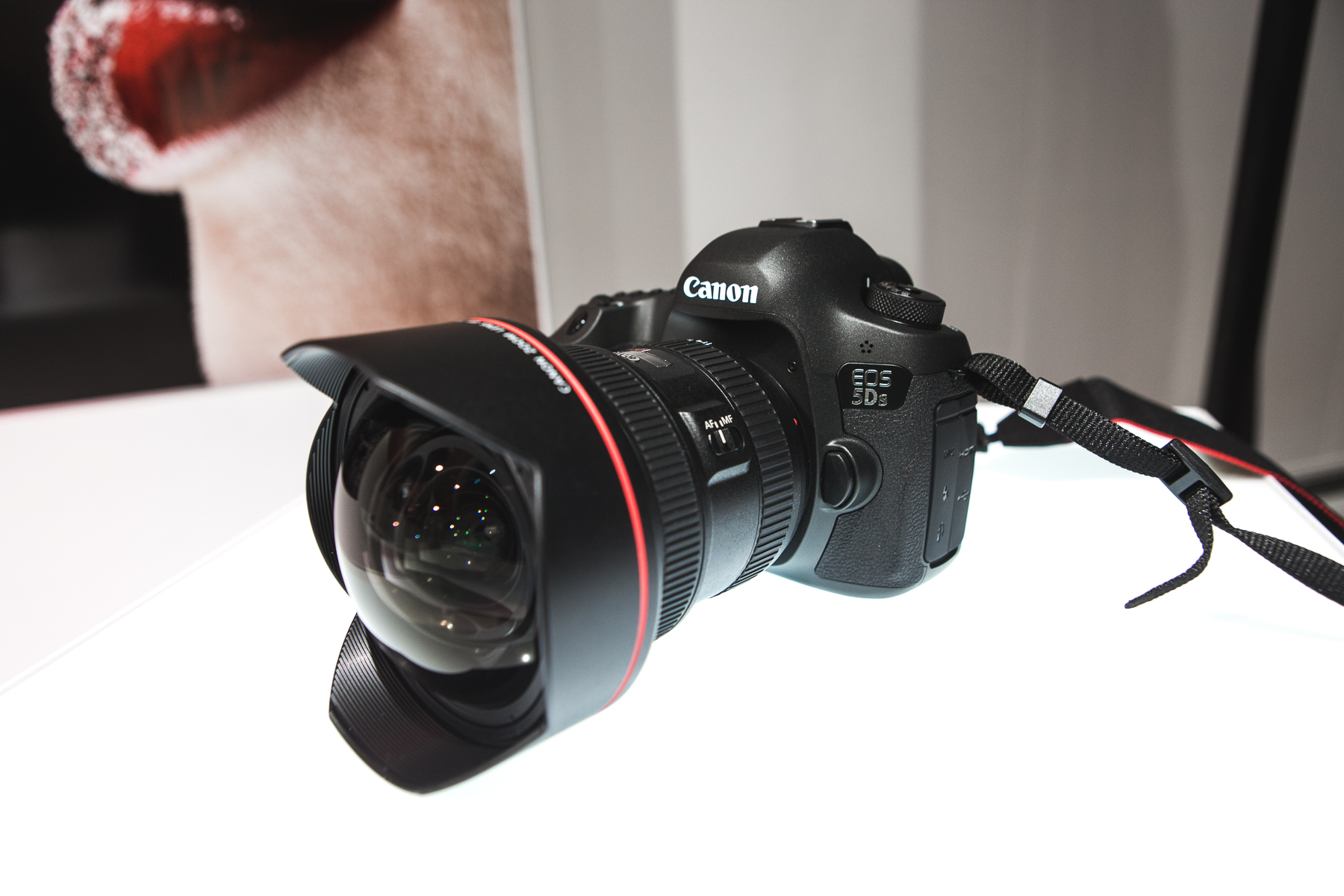
Canon EOS 5DS

Aparaty 5DS i 5DS R z linii 5D posiadają również system kontroli wibracji lustra oraz czujnik pomiaru światła RGB+IR o rozdzielczości 150 tysięcy pikseli z wykrywaniem migotania światła. Umożliwiają fotografowanie z prędkością 5 klatek na sekundę, a także udostępnianie plików i zdalne sterowanie dzięki łączności w standardzie USB 3.0. Canon EOS 5DS i 5DS R posiadają ekran LCD Clear View II o przekątnej 8,11 cm (3,2 cala) ze strukturą antyrefleksyjną, który umożliwia personalizację poprzez ustawienie rodzaju, wielkości i położenia okien opisujących dany parametr według uznania użytkownika.

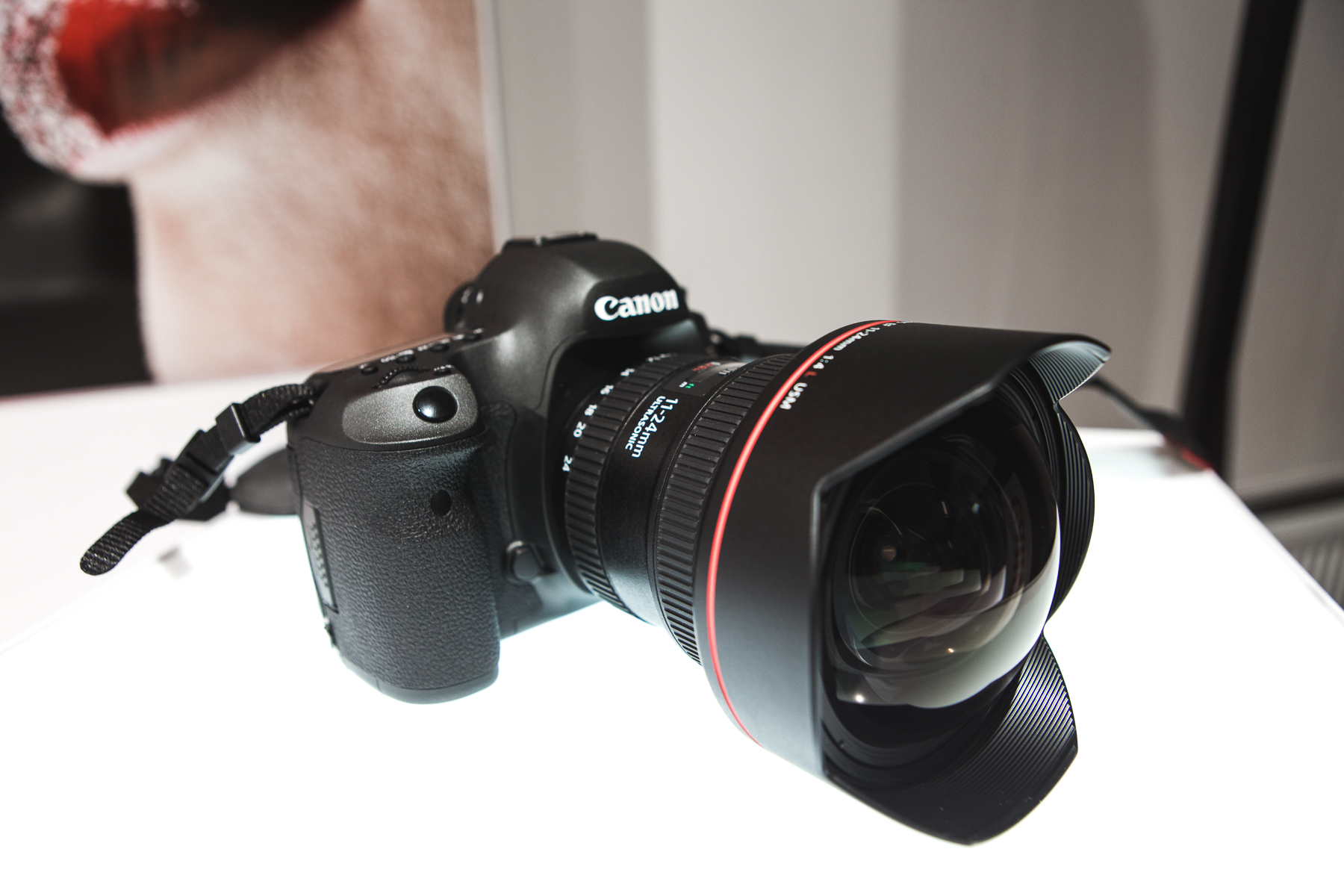
Canon EOS 5DS R

Aparaty są kompatybilne z serią obiektywów linii EF marki Canon (włącznie z obiektywami kinowymi EOS Cinema). Posiadają dwa gniazda pamięci CompactFlash i SD, co umożliwia tworzenie kopii zapasowych w trakcie fotografowania. W odróżnieniu od aparatu Canon EOS 5DS, w lustrzance Canon EOS 5DS R zniwelowano działanie filtra dolnoprzepustowego, co umożliwiło uzyskanie najwyższej możliwej ostrości  oraz wykorzystanie w pełni możliwości matrycy 50,6 MP.

## Kluczowe cechy
- matryca CMOS i rozdzielczość 50,6 megapiksela
- podwójny procesor DIGIC 6
- czujnik pomiarowy RGB+IR, 1500 000 pikseli
- 61-punktowy AF
- fotografowanie do 5 klatek na sekundę
- fotografowanie z różnym współczynnikiem kadrowania
- system regulacji drgań lustra
- fotografowanie z samowyzwalaczem interwałowym (timelapse)[4]